# خورخي لويز ألفيس جوستينو
خورخي لويز ألفيس جوستينو (هانغل: 조르지 루이스 아우베스 주스치누) (بالبرتغالية: Jorge Luiz Alves Justino‏) هو لاعب كرة قدم كوري جنوبي وبرازيلي في مركز الدفاع، ولد في 22 أبريل 1982 في ريو دي جانيرو في البرازيل. لعب مع أتلتيكو مينيرو وسوون سامسونغ بلووينغز وفيتوريا سيتوبال ونادي أمريكا ونادي إنترناسيونال ونادي ساو كايتانو ونادي سيارا ونادي غواراني ونادي فاسكو دا غاما.

## وصلات خارجية
- خورخي لويز ألفيس جوستينو على موقع دوري كوريا الجنوبية (الإنجليزية)
- خورخي لويز ألفيس جوستينو على موقع قاعدة بيانات كرة القدم.إي يو (الإنجليزية)
- خورخي لويز ألفيس جوستينو على موقع Soccerway.com (الإنجليزية)